# Gorges de l'Orbieu
Les gorges de l'Orbieu sont un canyon creusé par l'Orbieu dans le massif des Corbières. La route départementale 212 emprunte ces gorges. Seul le village de Montjoi se trouve dans les gorges proprement dites, le village de Lanet se trouve juste en amont et Vignevieille en aval des gorges. Ces communes sont très isolées et leur population est faible.

## Géographie

### Topographie

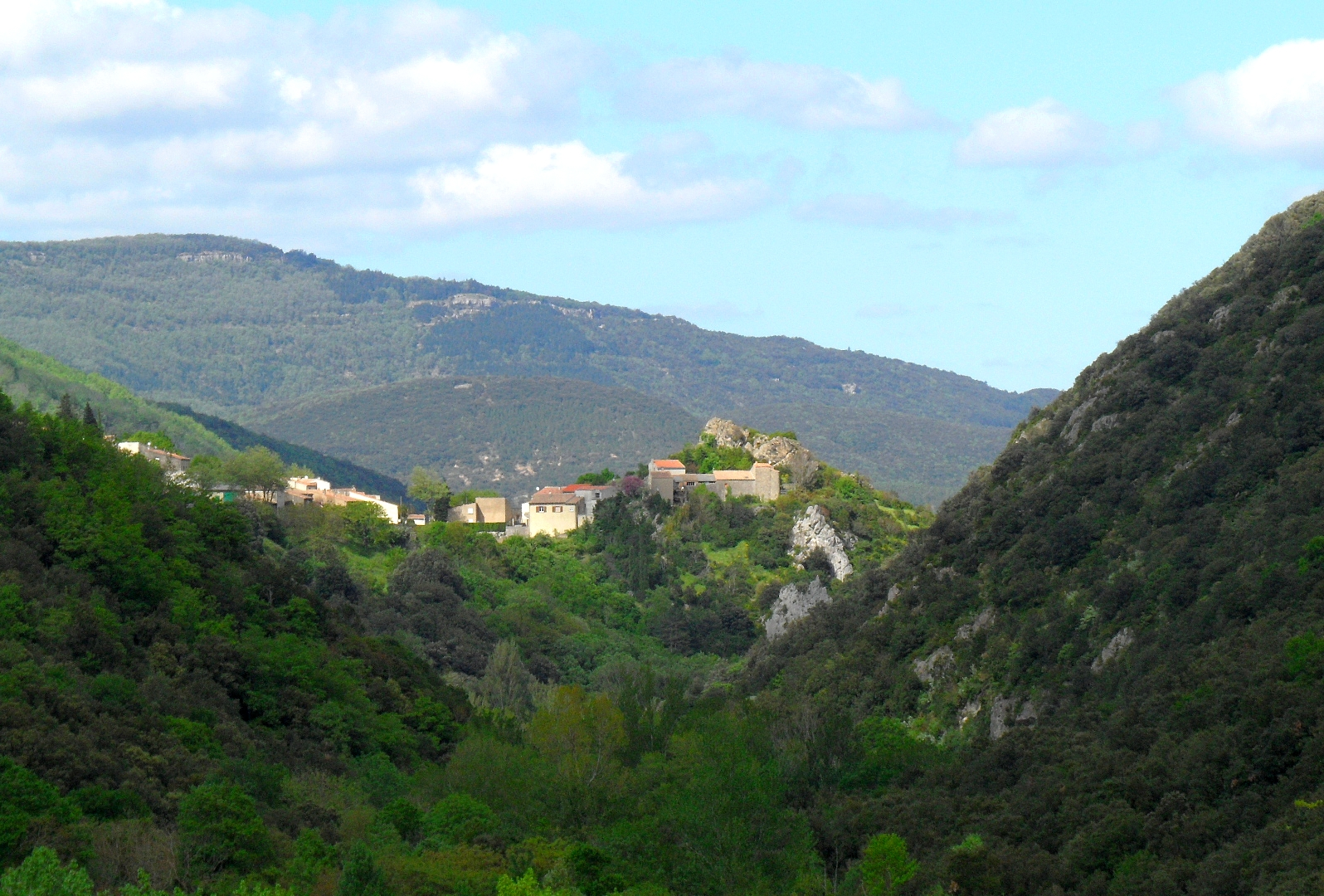
Le village de Montjoi dans les gorges de l'Orbieu.

L'Orbieu prend sa source dans les hautes Corbières à 700 m sur la commune de Fourtou. Les gorges se situent dans la partie supérieure du cours de la rivière entre les villages de Lanet et Vignevieille. Elles se situent à l'ouest du plateau de Mouthoumet.

### Climat
Le climat des hautes Corbières est un climat aux étés chauds et aux hivers rudes. Il neige généralement au moins une fois par hiver, les chutes de neige sont parfois importantes et le vent est très présent. Le climat étant très variable entre les différentes zones du massif des Corbières il n'est pas possible de faire une représentation de climatologie exacte et précise de zone, puisque la seule source officielle est celle de la station de Météo-France de Carcassonne, bien plus au nord-ouest du canton et située en plaine, elle n'est pas du tout représentative de ce qui se passe exactement sur les hauteurs, les températures, climats, précipitations, hygrométrie et vents, n'ont aucun point commun avec les données affichées par cette station.

## Protection environnementale
Les gorges de l'Orbieu sont inscrites au titre des sites naturels depuis 1942.
Une zone naturelle d'intérêt écologique, faunistique et floristique (ZNIEFF) « gorges de l'Orbieu » (998 ha), couvre cinq communes du département